# Frank Graham
Frank Lee Graham (22 de noviembre de 1914 –2 de septiembre de 1950) fue un locutor de radio y actor de voz de nacionalidad estadounidense.

## Biografía
Nacido en Detroit, Míchigan, sus padres eran Frank L. Graham y la cantante de ópera Ethel Briggs Graham, con la cual a menudo viajaba en giras.
Estudió un año en la Universidad de California, tras lo cual empezó en Seattle su carrera como actor teatral y radiofónico. En 1937 fue a Hollywood para trabajar en la emisora de radio KNX. 
Dos años antes se había casado con Dorothy Jack, de Seattle. Desde 1938 a 1942 Graham fue la estrella del programa Night Car Yarns, en la CBS, y fue también locutor de docenas de shows, entre ellos los de Ginny Simms, Rudy Vallee y Nelson Eddy. Además trabajó en The Jeff Regan Show y fue uno de los creadores del drama radiofónico Satan’s Watin’, con Van Des Autels.
Como actor de voz Graham creó las voces de numerosos personajes de dibujos animados en filmes de Walt Disney, MGM, Columbia Pictures y Warner Bros. Así, dio voz al lobo en varios dibujos de Tex Avery, al igual que al ratón en King-Size Canary, para MGM. También dio voz a los protagonistas de la serie animada The Fox and the Crow, producción de Columbia.
Frank Graham fue encontrado muerto el 2 de septiembre de 1950 en su automóvil, dentro de la cochera de su casa en Los Ángeles, California. Tenía 35 años de edad. El forense declaró que la muerte fue debida a un suicidio por intoxicación por monóxido de carbono.